# Areobindo Dagalaifo Areobindo

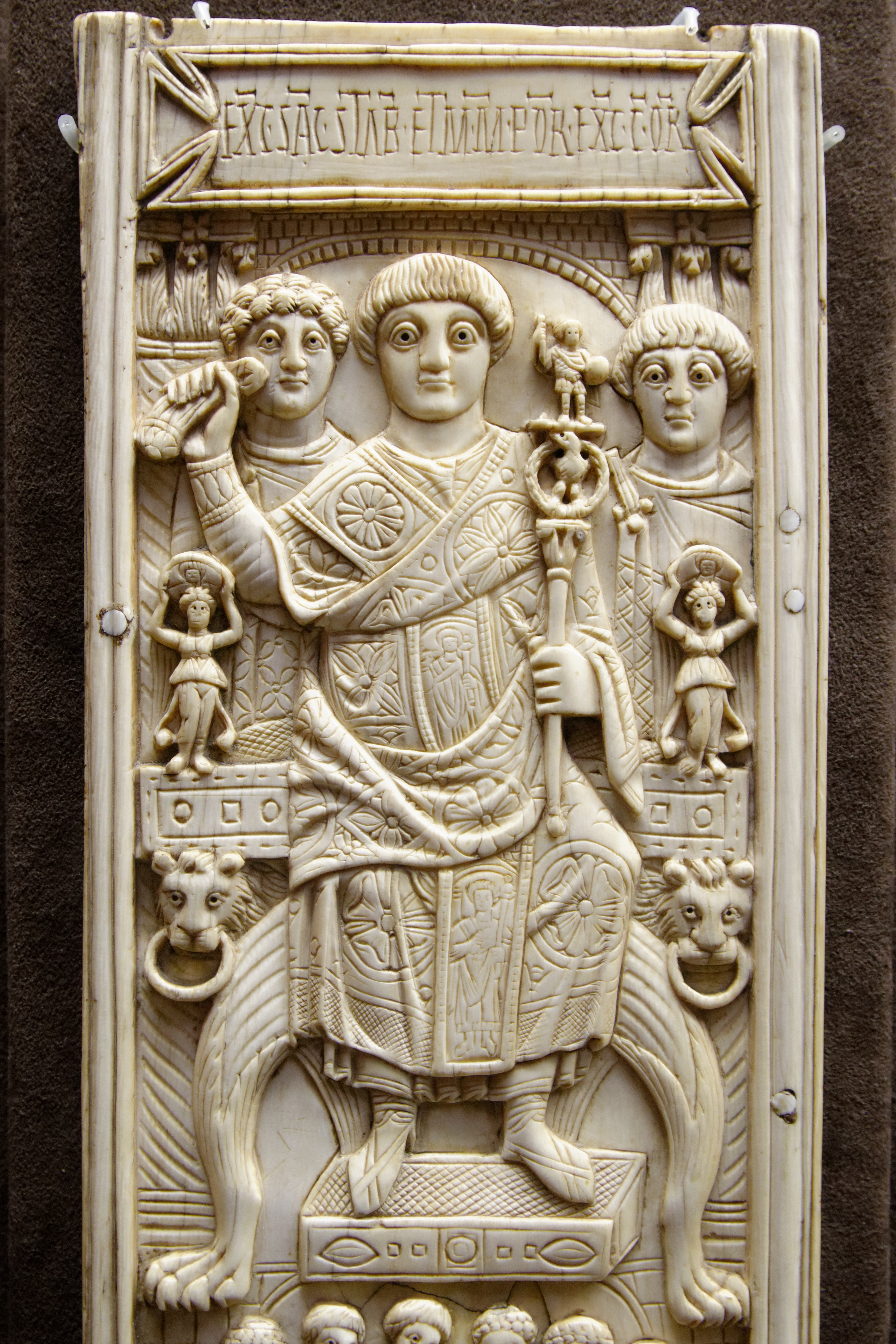
Areobindo con sus ropas consulares, de su díptico consular de marfil.

Flavio Areobindo Dagalaifo Areobindo (en griego antiguo: Ἀρεόβινδος; fl. 479–512) fue un general y político romano.
Descendiente de una estirpe distinguida, dirigió tropas en la Guerra Anastasiana y sirvió como cónsul en 506. Durante un motín urbano en 512, Areobindo evadió a una turba que quería forzar un cambio de gobierno proclamándolo emperador. Murió poco después.

## Orígenes y familia
Areobindo nació en una familia extremadamente distinguida, que combinaba herencia romana y bárbara:  su padre era Dagalaifo, cónsul en 461, quien a su vez era hijo de Areobindo, cónsul en 434, ambos de origen godo. Su madre fue Godisthea, era hija de Ardabur, general y cónsul en 447, y nieta de Aspar, el poderoso general alano y cónsul en 434.
Poco después de 478, Areobindo se casó con Anicia Juliana, hija del emperador romano occidental Olibrio y su esposa Placidia. Juntos tuvieron un hijo, Olibrio, cónsul en 491. Otro posible descendiente es Dagalaifo, quizás de una esposa anterior.

## Carrera
En sus dípticos consulares, Areobindus aparece ocupando el puesto de comes sacri stabuli (conde del establo imperial) y se le concedió el título de cónsul honorario. Con el estallido de la Guerra Anastasiana, fue enviado a Oriente como magister militum per Orientem junto con los magistri praesental Hipacio y Patricio. En mayo de 503, Patricio e Hipacio sitiaron Amida con la mayor parte del ejército, mientras que Areobindo, a la cabeza de 12.000 hombres, se encontraba en Dara para vigilar la fortaleza persa de Nisibis y el ejército del Shah Kavad I. Repelió un ataque de un ejército persa que venía de Singara y lo empujó hasta Nisibis. Finalmente, los persas recibieron refuerzos de sus aliados heftalitas y árabes, y Areobindo se vio obligado a retirarse, primero a Constanza y luego a Edesa. Fue asediado allí por Kavadh en septiembre, pero la llegada del invierno y la llegada de refuerzos romanos obligaron al gobernante persa a retirarse. En el verano de 504, Areobindo lanzó una gran incursión en Arzanene, encontrando poca oposición y arrasando grandes franjas de tierra antes de regresar a Amida. Con las posiciones romanas estabilizadas y la guerra trasladándose a territorio persa, Kavad aceptó una tregua y las hostilidades cesaron en el invierno. En 505 Areobindo fue llamado de nuevo a Constantinopla, donde le fue concedido el consulado para el año 506, siendo Enodio Mesala su colega.
Vivía retirado en Constantinopla en 512, en un momento en que la abierta defensa del miafisismo por parte del emperador Anastasio I había provocado gran enojo entre la población mayoritariamente calcedonia de la ciudad. En un momento dado, según los cronistas, la población levantó el grito de “Areobindo para emperador” y marchó a la casa de su esposa, Anicia Juliana, para proclamarlo. Areobindo, sin embargo, no queriendo participar en una usurpación, huyó de la casa y se escondió. No se sabe nada más de él, aunque, debido a su edad, debió morir poco después.

## Dípticos
Se conservan cinco ejemplares de sus dípticos consulares: dos completos y tres rotos. Los dos completos se encuentran en Lucca (CIL XI, 8137) y Zúrich (CIL XIII, 5245); dos mitades con solo el nombre se encuentran en París y Besançon, y otra mitad con sus títulos se conserva en Dijon (CIL XIII, 10032, ejemplos .3b, .3d y .3c respectivamente).